# Talinaceae
Classification APG II (2003)
Classification APG III (2009)
Famille
Les Talinaceae sont une famille végétale introduite par l'Angiosperm Phylogeny Website.
Ce sont des plantes herbacées (quelques sous-arbrisseaux) vivaces, caulescentes, glabres à feuilles alternes, à racines tubéreuses, originaires des zones tempérées à tropicales.

## Étymologie
Le nom vient du genre type Talinum dont il n'est donné aucune explication dans la publication originale, mais qui peut être dérivé de tali, nom sénégalais traditionnellement utilisé pour un Erythrophleum (Fabaceae). Cependant l'origine du mot est obscure et peut avoir été dérivé du grec ταλεία / taleia, « floraison luxuriante ».

## Classification
La famille des Talinaceae comprend deux genres Talinella et Talinum qui étaient situés dans la famille Portulacaceae par la classification phylogénétique APG II (2003).
Talinella est quelquefois considéré comme contenu dans Talinum.
La taxinomie et la phylogénie de cette famille sont incertaines.

## Liste des genres
Selon NCBI (4 mai 2010) et GRIN (4 mai 2010):
- genre Talinum

## Liste des espèces
Selon NCBI (4 mai 2010) :
- genre Talinum
  - Talinum aurantiacum
  - Talinum caffrum
  - Talinum fruticosum
  - Talinum lineare
  - Talinum paniculatum
  - Talinum paraguayense
  - Talinum polygaloides
  - Talinum portulacifolium
  - Talinum punae

Selon GRIN (4 mai 2010) :
- genre Talinum
  - Talinum fruticosum (L.) Juss.
  - Talinum paniculatum (Jacq.) Gaertn.

### FamilleTalinaceae
- (en) Angiosperm Phylogeny Website : Talinaceae
- (en) NCBI : Talinaceae (taxons inclus)
- (en) GRIN : famille Talinaceae Doweld  (+liste des genres contenant des synonymes)

### GenreTalinum(rarement placé suivant APGIII dansTalinaceae)
- (en) Flora of North America :  Talinum
- (en) Flora of China :  Talinum
- (en) Flora of Missouri :  Talinum
- (en) Catalogue of Life : Talinum Adans. (consulté le 11 décembre 2020)
- (fr) Tela Botanica (France métro) : Talinum
- (fr + en) ITIS : Talinum Adans.
- (en) NCBI : Talinum (taxons inclus)
- (en) GRIN : genre Talinum Adans.  (+liste d'espèces contenant des synonymes)

### GenreTalinella(rarement placé suivant APGIII dansTalinaceae)
- (en) Madagascar Catalogue :  Talinella
- (en) NCBI : Talinella (taxons inclus)
- (en) GRIN : genre Talinella Baill.  (+liste d'espèces contenant des synonymes)